# 代表色
代表色，為代表某一事物的顏色。

## 學校和體育
1836年英國劍橋和牛津兩間大學的划船賽首次使用了大學代表色，劍橋大學划船隊使用藍色作為代表，最初藍色的使用權僅限划船社，但1884年劍橋大學辯論協會認為該校其他運動也使用此顏色，至1912年成立了正式的委員會決定誰可以享有使用藍色的榮耀。杜倫大學也在1830年代選用宮廷紫作為學士袍的顏色，並在1883年，他們允許壘球隊穿紫色外套。曼徹斯特大學則在1905年開始用栗色作為球隊代表色。
發展至今，代表色常用在校服、球衣、旗幟、文宣等等，有凝聚成員、提振士氣等功能。大多數學校和球隊都有兩個或三個代表色，以免在比賽時和對手重復。

## 政治
國家和政黨常有各自的代表色。在西方，以顏色來代表並彰顯特定國家一事始於古羅馬時期，當時羅馬城邦的代表色為紫色。國家代表色有時源自國旗，而國旗的顏色大多關係到各國的歷史以及建國精神，如法國的藍･白･紅和德國的黑･紅･金三色旗，便是國旗和國家代表色兩者間相互關聯的例子之一。
政黨或政治團體的顏色常出現在政治集會中，例如黃巾之亂、黃衫軍、黃絲。不同國家類似立場的政治團體常用相同的顏色作為政治代表色，例如代表環保的綠黨、代表左翼的紅色、代表基督教民主主義的橙色、代表自由主義和右翼自由意志主義的黃色。

## 偶像文化
在日韓偶像文化中，多數藝人（藝人團體、團內成員、個體戶）會擁有自己的代表色，又被稱做「應援色」、「成員顏色」。這些藝人的應援色、粉絲名（尤其韓國）通常由官方制定或統一公佈，官方也會售賣與其藝人應援色相同顏色的手燈、螢光棒或其他相關代表物。在大型的演唱會中（例如群星演唱會、慈善公益演唱會），偶像可以透過應援色找到自己粉絲所在位置，對偶像和粉絲來說意義重大。當舉行單獨演唱會時，全場粉絲會利用應援色為偶像製造一大片同色區塊來助陣，這項文化也透過日韓流行讓中國都跟著有了應援色。